# Suites para orquesta (Bach)

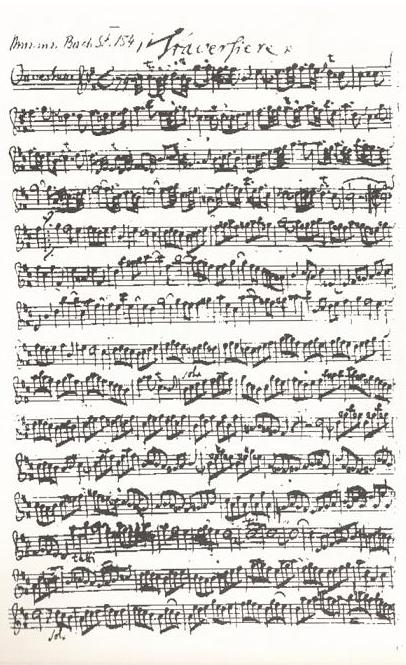
Partitura autógrafa de Bach de la parte para flauta travesera de la Suite para orquesta n.º 2, BWV 1067.

Las Suites para orquesta, BWV 1066-1069 (llamadas ouvertures por su autor), son cuatro piezas compuestas por Johann Sebastian Bach probablemente entre 1725 y 1739 en Leipzig. 

## Historia
El término ouverture alude solo en parte al movimiento de apertura en el estilo de la obertura francesa, en el que una sección inicial majestuosa en ritmo con puntillo relativamente lento en compás binario es seguida por una rápida sección fugada en compás ternario, luego completada con una breve recapitulación de la música introductoria. En un sentido más amplio, el término se empleaba en la Alemania del Barroco para hacer referencia a una serie de piezas de danza en estilo barroco francés precedida por una ouverture de este tipo. Este género fue extremadamente popular en Alemania en la época de Bach, si bien, el compositor mostró mucho menos interés en él de lo habitual. Conforme a Robin Stowell "se conservan 135 ejemplos de Telemann, que [representan] sólo una parte de los que se sabe que escribió"; Christoph Graupner dejó 85; y Johann Friedrich Fasch unas 100. 
Asimismo Bach escribió un gran número de ouverture (suites) para instrumentos solistas. Destaca la Suite para violonchelo n.º 5, BWV 1011, que también se encuentra en la autógrafa Suite para laúd en sol menor, BWV 995, la Partita para teclado n.º 4 en re, BWV 828 y la Overture en estilo francés, BWV 831 para teclado. Las dos piezas para teclado se encuentran entre las pocas que Bach publicó. Preparó la suite para laúd para "Monsieur Schouster", presumiblemente por un precio, por lo que las tres pueden dar fe de la popularidad de la forma.
Los estudiosos creen que Bach no concibió las cuatro Suites para orquesta como un conjunto (en la forma en que concibe los Conciertos de Brandeburgo), puesto que las fuentes son diversas, tal como se detalla a continuación.

## Estructura y análisis

### Suite para orquesta n.º 1 en do mayor, BWV 1066
La fuente es un conjunto de piezas de Leipzig de 1724–45 copiado por C. G. Meissner.
- I. Ouverture
- II. Courante
- III. Gavotte I / II
- IV. Forlane
- V. Minuet I / II
- VI. Bourrée I / II
- VII. Passepied I / II

Instrumentación: oboe I/II, fagot, violín I/II, viola, bajo continuo

### Suite para orquesta n.º 2 en si menor, BWV 1067
La fuente es un conjunto de piezas de Leipzig de 1738–39 parcialmente autógrafo, Bach escribió las piezas para flauta y viola.
- I. Ouverture
- II. Rondeau
- III. Sarabande
- IV. Bourrée I / II
- V. Polonaise (Lentement) - Double
- VI. Minuet
- VII. Badinerie

Instrumentación: flauta solista, violín I/II, viola, bajo continuo
La badinerie se ha convertido en una pieza de programa para los solistas de flauta, debido a su ritmo rápido y dificultad.

### Suite para orquesta n.º 3 en re mayor, BWV 1068
La fuente es un conjunto de piezas de 1730 parcialmente autógrafo, Bach escribió las primeras partes de violín y continuo, C.P.E. Bach escribió las partes de trompeta, oboe y timbales; mientras que el alumno de J.S. Bach Johann Ludwig Krebs escribió las partes de los violines II y de viola. Rifkin ha afirmado que la original era una versión solamente para cuerda y bajo continuo.
- I. Ouverture
- II. Air
- III. Gavotte I / II
- IV. Bourrée
- V. Gigue

Instrumentación: trompeta I/II/III, timbales, oboe I/II, violín I/II, viola, bajo continuo
El aire es una de las piezas más famosas de la música barroca. Un arreglo de la pieza hecho por el violinista alemán August Wilhelmj (1845-1908) llegó a ser conocido como Aria para la cuerda de sol.

### Suite para orquesta n.º 4 en re mayor, BWV 1069
La fuente se ha perdido, pero las partes que se conservan datan de cerca de 1730. Según Rifkin la versión original perdida fue escrita durante la estancia de Bach en Cöthen, donde carecía de trompetas y timbales, y que Bach añadió tales partes al adaptar la Ouverture para el primer movimiento coral de su cantata de Navidad de 1725 Unser Mund sei voll Lachens, BWV 110 ("Nuestras bocas están llenas de risas"). Las voces vienen a la obertura de la giga de fuga, por lo que su canto de Lachen (risas) suena como "ja ja ja". Esta técnica es empleada por Bach en otras de sus obras vocales.
- I. Ouverture
- II. Bourrée I / II
- III. Gavotte
- IV. Menuet I / II
- V. Réjouissance

Instrumentación: trompeta I/II/III, timbales, oboe I/II/III, fagot, violín I/II, viola, bajo continuo